# Bonaventurakirche
Dies ist eine Liste von Bonaventurakirchen.
Deutschland:
- St. Bonaventura (Mühlen), Niedersachsen

Frankreich:
- St-Bonaventure (Lyon)

Italien:
- San Bonaventura da Bagnoregio
- San Bonaventura al Palatino, Rom
- Santa Croce e San Bonaventura dei Lucchesi, Rom
- Bonaventurakirche Saluggia

Mexiko:
- Catedral de San Buenaventura, Cuautitlán

Niederlande:
- Sint-Bonaventurakerk, Woerden

Österreich:
- Filialkirche in der Vorstadt, Wels

Vereinigte Staaten:
- Mission San Buenaventura, Kalifornien